# Kim Ryeo-ryeong
Kim Ryeo-ryeong (en hangeul : 김려령), née en 1971, est une auteure sud-coréenne,. 

## Biographie
Kim Ryeo-ryeong est née à Séoul en 1971, et y a grandi chez sa grand-mère maternelle. Elle part s'installer plus tard à Daejon chez son arrière-grand-mère paternelle. Elle a ainsi pu grandir en écoutant les histoires folkloriques et les contes racontés par ses grand-mères, ce qui aura une influence certaine sur sa sensibilité à la littérature. Alors qu'elle est encore au lycée, elle assiste à la diffusion du film Yes, madam, et décide alors de s'engager dans un centre pour apprendre le kung-fu ; elle continue cet apprentissage pendant un an, et cette expérience lui sera utile notamment quand elle publie son bestseller Wandeuk dont l'un des décors est un club de kickboxing. Dans ce récit, elle délivre un portrait réaliste du comportement et de la psychologie d'un jeune garçon coréen, à tel point que beaucoup de lecteurs ont imaginé qu'un adolescent avait pu écrire l'histoire. 
Tout en gardant l'espérance d'étudier l'écriture, elle se marie et met au monde deux enfants, un garçon et une fille. C'est seulement après 30 ans qu'elle intègre le département d'écriture de l'institut des arts de Séoul. Elle prend l'habitude d'emporter avec elle un carnet pour noter les histoires ou les comportements les plus étonnants qu'elle rencontre.

## Œuvres
Son travail se concentre surtout sur l'univers de l'adolescence. Ses personnages sont des personnes typiques en apparence, mais à y regarder de plus près, ils comportent en eux de profondes blessures. La source de ces blessures est cachée le plus souvent derrière un sourire de circonstance. L'auteure souhaite, avant tout, délivrer un message d'optimisme et d'espoir car il n'existe, selon elle, pas de situations irrémédiables. Elle délivre également une critique envers les personnes cherchant à se reposer sur leurs propres biens, prêtes à tromper les autres pour arriver à leurs fins. Elle a remporté plusieurs prix littéraires dont le prix de la littérature de jeunesse Munhakdongne en 2007 pour Un hippocampe vit dans mon cœur (Nae gaseume haemaga sanda) le prix littéraire Ma Hae-song pour L'enfant qui a apporté la mémoire (Gi-eogeul gajeo-on a-i), et le prix littéraire Changbi (Création et Critique) pour Wandeuk. 
Son roman Wandeuk a été adapté en film sous le titre Punch. En 2014, son roman Élégants mensonges (U-ahan geojitmal) est également adapté en film Thread of Lies (Tissu de mensonges) par le même réalisateur, Lee Han.  